# Statistica di Fermi-Dirac
In meccanica statistica la statistica di Fermi-Dirac, o distribuzione di Fermi-Dirac, è una distribuzione statistica dei fermioni negli stati di energia per un sistema in equilibrio termico.
Introdotta da Enrico Fermi e Paul Dirac nel 1926, rappresenta, insieme alla statistica di Bose-Einstein per i bosoni, l'aggiornamento quantistico della classica distribuzione di Maxwell-Boltzmann. Nel 1927 fu applicata da Arnold Sommerfeld agli elettroni nei metalli e da allora usata estesamente per lo studio degli elettroni nei solidi, ponendosi come base dell'elettronica e della fisica dei semiconduttori e rendendo possibili scoperte come il transistor.

## Sviluppo concettuale
Si suppongano due fermioni posti in un sistema con quattro livelli. Esistono sei possibili disposizioni di tale sistema, che sono mostrate nel diagramma sottostante. 
```
   ε
1
   ε
2
   ε
3
   ε
4

A  *    *
B  *         *
C  *              *
D       *    *
E       *         *
F            *    *
```

Ognuna di queste disposizioni è detta microstato del sistema. È un postulato fondamentale della fisica statistica che in equilibrio termico, ognuno di questi microstati sia egualmente soggetto ai vincoli imposti dell'energia totale e del numero di particelle conosciute.
A seconda dei valori di energia per ogni stato, può essere che l'energia totale di una di queste sei combinazioni sia pari alle altre. In effetti, se si assume che le energie siano multiple secondo interi successivi (a partire da 1) di un dato valore {\displaystyle \varepsilon }, l'energia di ognuno dei sei microstati diventa:
{\displaystyle A:\;3\varepsilon }

{\displaystyle B:\;4\varepsilon }

{\displaystyle C:\;5\varepsilon }

{\displaystyle D:\;5\varepsilon }

{\displaystyle E:\;6\varepsilon }

{\displaystyle F:\;7\varepsilon }
Quindi, sapendo che il sistema ha energia pari a {\displaystyle 5\varepsilon }, si può concludere che gli stati {\displaystyle C} e {\displaystyle D} hanno la stessa probabilità di essere occupati. Si noti che se le particelle fossero distinguibili (il caso classico), i microstati sarebbero dodici e non sei.

## La funzione di distribuzione di Fermi-Dirac
È possibile ottenere da argomenti statistici (come esplicitato nel prossimo paragrafo) la forma della distribuzione di Fermi-Dirac, cioè del numero medio di fermioni che occupano uno stato di singola particella di energia {\displaystyle \varepsilon } alla temperatura {\displaystyle T}. Si ottiene:
{\displaystyle \left\langle n\right\rangle ={\frac {1}{\exp \left({\frac {\varepsilon -\mu }{k_{B}T}}\right)+1}}}
dove:
- {\displaystyle \left\langle n\right\rangle } è il numero medio di particelle nello stato considerato;
- exp è la funzione esponenziale;
- {\displaystyle \varepsilon } è l'energia dello stato considerato;
- {\displaystyle \mu } è il potenziale chimico elettronico che coincide con il Livello di Fermi alla temperatura {\displaystyle T=0K};
- {\displaystyle k_{B}} è la costante di Boltzmann
- {\displaystyle T} è la temperatura assoluta (misurata in kelvin).

## Una derivazione della distribuzione di Fermi-Dirac
Consideriamo un sistema di {\displaystyle N} fermioni, che possono occupare degli stati di
singola particella individuati da una collezione {\displaystyle \nu } di numeri quantici, a cui
è associata l'energia {\displaystyle \varepsilon _{\nu }}. Vogliamo determinare il 
numero medio di occupazione dello stato {\displaystyle \nu }, supponendo che esso dipenda solo
da {\displaystyle \varepsilon _{\nu }}, oltre che da {\displaystyle N} e dalla temperatura {\displaystyle T}.
Otterremo questa distribuzione mediante il principio di massimo dell'entropia, cercando cioè la distribuzione che rende massima l'espressione di Boltzmann-Gibbs dell'entropia, con i
vincoli che il numero totale di particelle sia pari a {\displaystyle N} e l'energia totale del sistema
sia pari a {\displaystyle E}.
L'entropia per un sistema microcanonico è data dalla legge di Boltzmann:
{\displaystyle {\frac {S}{k_{B}}}=\ln W\ }
dove {\displaystyle W} è il numero di stati microscopici che corrispondono a quella distribuzione. Supponiamo di raggruppare gli stati microscopici in gruppi, tali che il gruppo {\displaystyle j} contiene {\displaystyle G_{j}} stati di singola particella e {\displaystyle N_{j}} particelle, con {\displaystyle G_{j},N_{j}\gg 1}, e tuttavia le energie corrispondenti siano molto vicine fra loro e a un'energia "media" {\displaystyle \varepsilon _{j}}. In queste condizioni, il numero medio di occupazione degli stati che appartengono al gruppo {\displaystyle j} è uguale per tutti, e pari a:
{\displaystyle n_{j}=N_{j}/G_{j}}
Il numero di modi in cui le {\displaystyle N_{j}} particelle possono essere distribuite fra i {\displaystyle G_{j}} stati è dato dal coefficiente binomiale {\displaystyle G_{j}!/N_{j}!(G_{j}-N_{j})!}. Quindi il logaritmo naturale del numero totale di stati microscopici sarà dato dalla somma di questi contributi per ogni gruppo {\displaystyle j}:
{\displaystyle {\begin{aligned}{\frac {S}{k_{B}}}&=\ln W=\sum _{j}\ln {\frac {G_{j}!}{N_{j}!(G_{j}-N_{j})!}}\\&\simeq \sum _{j}\left[G_{j}\ln G_{j}-G_{j}-N_{j}\ln N_{j}+N_{j}-(G_{j}-N_{j})\ln(G_{j}-N_{j})+G_{j}-N_{j}\right],\end{aligned}}}
dove abbiamo utilizzato l'approssimazione data dalla formula di Stirling per il fattoriale:
{\displaystyle \ln N!\simeq N\ln N-N.}
Otteniamo così 
{\displaystyle {\frac {S}{k_{B}}}=-\sum _{j}G_{j}\left[n_{j}\ln n_{j}+(1-n_{j})\ln(1-n_{j})\right],}
che deve essere massimizzato con i vincoli
{\displaystyle \sum _{j}G_{j}n_{j}=N;\qquad \sum _{j}G_{j}n_{j}\varepsilon _{j}=E.}
Questo è un problema di estremo vincolato che si risolve introducendo due moltiplicatori di Lagrange {\displaystyle \alpha } e {\displaystyle \beta }. La soluzione è:
{\displaystyle {\frac {n_{j}}{1-n_{j}}}=\exp(\alpha -\beta \varepsilon _{j}).}
Risolvendo rispetto a {\displaystyle n_{j}} si ottiene: 
{\displaystyle n_{j}={\frac {\exp(\beta \varepsilon _{j}-\alpha )}{\exp(\beta \varepsilon _{j}-\alpha )+1}},}
che coincide con la distribuzione di Fermi se
{\displaystyle \alpha ={\frac {\mu }{T}};\qquad \beta ={\frac {1}{T}}.}

## Gas di Fermi degenere
Nel limite di bassa temperatura (praticamente in prossimità dello zero assoluto), la distribuzione di Fermi-Dirac assume un andamento a "gradino":
{\displaystyle \left\langle n\right\rangle =\chi (\varepsilon -\mu _{0})}
dove:
- {\displaystyle \chi } è la funzione caratteristica o funzione indicatrice dell'intervallo {\displaystyle [0,\mu _{0}]};
- {\displaystyle \mu _{0}} è il potenziale chimico a {\displaystyle T=0};

ovvero la distribuzione vale 1 se {\displaystyle \varepsilon <\mu _{0}} e 0 se {\displaystyle \varepsilon >\mu _{0}}.
In queste condizioni, il sistema occupa tutti e soli gli stati di singola particella con energia inferiore a un valore massimo {\displaystyle \varepsilon _{F}=\mu _{0}}, detto energia di Fermi. Un gas di fermioni che si trovi in questa situazione è detto gas di Fermi degenere ed è caratterizzato da particolari proprietà:
- L'equazione di stato ha la forma {\displaystyle pV^{\gamma }=\mathrm {cost.} }, dove {\displaystyle \gamma =5/3}, invece dell'usuale {\displaystyle pV=\mathrm {cost.} }
- Il calore specifico è proporzionale a {\displaystyle T}
- La presenza dello spin dell'elettrone dà origine a fenomeni di paramagnetismo (paramagnetismo di Pauli)

La teoria del gas di Fermi degenere è stata studiata in particolare dal fisico tedesco Arnold Sommerfeld ed ha importanti applicazioni in diversi campi:
- Fisica dello stato solido:  descrizione del comportamento degli elettroni nei metalli;
- Astrofisica: teoria delle nane bianche, teoria delle stelle di neutroni.